# بویوک موروق
بویوک موروق (به ترکی آذربایجانی: Böyük Muruq) یک منطقه مسکونی در جمهوری آذربایجان است که در شهرستان قوسار واقع شده است. بویوک موروق ۵۶۴ نفر جمعیت دارد.